# Saint-Maurice-de-Lignon
Saint-Maurice-de-Lignon – miejscowość i gmina we Francji, w regionie Owernia-Rodan-Alpy, w departamencie Górna Loara.
Według danych na rok 1990 gminę zamieszkiwało 1635 osób, a gęstość zaludnienia wynosiła 54 osoby/km² (wśród 1310 gmin Owernii Saint-Maurice-de-Lignon plasuje się na 134. miejscu pod względem liczby ludności, natomiast pod względem powierzchni na miejscu 213.).